# Parasa lepida
Parasa lepida là một loài bướm đêm thuộc họ Limacodidae. Loài này có ở vùng Indo-Malaya, gồm Ấn Độ, Sri Lanka, Việt Nam, Malaysia và Indonesia. 
Nó là loài một du nhập gây hại cho cây đô thị ở miền tây Nhật Bản.
Ấu trùng này được coi là loài gây hại và đã được ghi nhận từ cà phê, dừa, cọ dầu, ca cao, trà và xoài.